# Donbas (film 2018)
Donbas (ukr. Донбас) – powstały w ukraińsko-niemiecko-francusko-holendersko-rumuńskiej koprodukcji dramat filmowy z 2018 roku w reżyserii Siergieja Łoznicy.

## Opis fabuły
Akcja filmu rozgrywa się w Donbasie, w czasie prowadzonej tam wojny hybrydowej. Film składa się z trzynastu segmentów, opowiadających o dziwacznych postaciach, które żyją we wschodniej Ukrainie, w czasie kiedy w tamtejszej rzeczywistości władzę przejmowali lokalni watażkowie.
Z wyjątkiem zaskakującej ramy, ukazującej z jednej strony mechanizm produkowania fake newsów, z drugiej konsekwencje krwawych czystek prowadzonych przez samozwańczą władzę, wszystkie ukazane w filmie sytuacje – od rabowania mienia po wszechobecną korupcję i nielegalny handel bronią – zostały zaczerpnięte wprost z noworosyjskiej rzeczywistości.

## Obsada
- Valeriu Andriuță jako dowódca oddziału
- Boris Kamorzin jako Michałycz
- Siergej Kolesow jako Becha
- Siergej Ruskin jako Czapaj
- Aleksander Zamurajew jako Siemion
- Torsten Merten jako niemiecki dziennikarz
- Grigorij Masliuk jako burmistrz
- Natalia Buzko jako kobieta w czerwieni
- Elena Khiznaja jako Bandersza
- Switłana Kolesowa jako Giurza
- Galina Korniejewa jako matka
- Władimir Lubowski jako major
- Andrej Melnikow jako reporter
- Tamara Jacenko jako kobieta o pulchnej twarzy
- Georgij Delijew jako Batiana
- Ołeksandr Zamurajew jako biznesmen
- Ołesia Żurakiwśka jako dziewczyna z wiadrem

## Nagrody
Film przyniósł Siergiejowi Łoznicy nagrodę za reżyserię w sekcji "Un Certain Regard" na 71. MFF w Cannes. Obraz został także wyróżniony trzema nagrodami Złotego Dżigi, przyznawanymi przez Ukraińską Akademię Filmową (dla najlepszego filmu, za reżyserię i scenariusz). Film otrzymał główne nagrody na festiwalach w Batumi i w Sewilli oraz Złotego Pawia na Międzynarodowym Festiwalu Filmowym Indii.
W 2018 film został zgłoszony jako oficjalny ukraiński kandydat do Oscara w kategorii najlepszego filmu nieanglojęzycznego, ale ostatecznie nie uzyskał nominacji.